# ジョイスキム・ダワ・チャコンテ
ジョイスキム・オーレリアン・ダワ・チャコンテ（フランス語: Joyskim Aurélien Dawa Tchakonte、1993年12月6日 - ）は、カメルーンとブラジルのサッカー選手。カメルーン代表。ポジションはFW。

## クラブ歴
2011年にUSアヴランシュの下部組織に入り、その後ASモナコ、ジル・ヴィセンテFCの下部組織を渡り歩いた。
2018年2月にウクライナ・プレミアリーグのFCイリチヴェツ・マリウポリに加入した。

## 代表歴
2018年10月17日に行われたアフリカネイションズカップ2019予選・グループBのマラウイ代表戦でカメルーン代表デビュー。